# Viktor Kienböck
Viktor Kienböck (* 18. Jänner 1873 in Wien; † 23. November 1956 ebenda) war ein österreichischer Rechtsanwalt und Politiker (Christlichsoziale Partei. Vaterländische Front).

## Leben
Viktor Kienböck absolvierte nach der Matura Schottengymnasium in Wien ein Studium der Rechte an der Universität Wien (Dr. iur. 1896). Einen seiner ersten Auftritte als Jurist hatte er im Februar 1901, als er als Verteidiger von Karl Kraus einen Prozess gegen Hermann Bahr und Emerich von Bukovics verlor.
Vom 1. Dezember 1920 bis zum 13. November 1923 war Kienböck Mitglied des Bundesrates (I. Gesetzgebungsperiode) für Wien, vom 20. November 1923 bis zum 7. Februar 1932 war er Abgeordneter zum Nationalrat (II., III. und IV. Gesetzgebungsperiode). Er war weiters vom 3. Dezember 1918 bis zum 22. Mai 1919 Mitglied des Provisorischen Gemeinderat der Stadt Wien, vom 22. Mai 1919 bis zum 10. November 1920 Mitglied des Gemeinderates der Stadt Wien und danach bis zum 13. November 1923 Abgeordneter zum Wiener Landtag und Mitglied des Gemeinderates der Stadt Wien (1. Wahlperiode).
1922 wurde Kienböck Mitglied der Christlichsozialen Partei und übernahm noch im selben Jahr den Posten des Finanzministers, den er bis 1924 und nochmals zwischen 1926 und 1929 innehatte. Mit der Einführung der Völkerbundanleihe 1922 trug er maßgeblich zur Sanierung des Staatshaushalts bei. 1932 übernahm er den Posten des Präsidenten der Oesterreichischen Nationalbank, den er bis 1938 innehatte. Im Austrofaschismus war Kienböck Mitglied im Staatsrat und im Bundestag. Daneben vertrat er die Interessen Österreichs auf internationalen Konferenzen und 1937–38 im Finanzausschuss des Völkerbundes. 1952–1956 wurde er nochmals Vizepräsident der Nationalbank.
Nach seinem Tod wurde er am Dornbacher Friedhof bestattet, das Grab wurde mittlerweile aufgehoben.

## Schriften
- Das österreichische Sanierungswerk. Enke, Stuttgart 1925, (Finanz- und volkswirtschaftliche Zeitfragen 85).
- Währung und Wirtschaft. Ein Vortrag. Herold, Wien 1947.